# Seyid Chouchinski
Seyid Chouchinski, en azéri : Seyid İbrahim oğlu Şuşinski, né à Fizuli, Azerbaidjan le 12 avril 1889, et mort le 1er novembre 1965 à Bakou, est un chanteur traditionnel azerbaïdjanais khananda (en), surnommé "la perle de la musique orientale" par Djabbar Garyagdioglou.

## Biographie
Seyid Chouchinski est né en 1889 à Horadiz , village de Fizuli. Seyid Chouchinski, qui avait une voix rare et belle, a étudié aux côtés de Nawwab pendant deux ans pour maîtriser les mystères de l'art du mugham, à l'école de Mir Mohsun Navvab. 
Son second professeur fut Djabbar Garyaghdioghlu. 
Il fut un merveilleux interprète de mugham, sur des textes de Makhur, Nava, Mani, Arazbary, Heirati. 
Lors de l'exécution de mughams et de tesnifs, il s'est tourné vers les ghazals de la poésie de Hafiz, Fuzûlî, et Seyid Azim Chirvani.
Il a aussi chanté les poèmes de ses contemporains, Djavid et Sabir.
Il a été le premier khanende azerbaïdjanais à choisir des vers pour des motifs sociopolitiques. 
Il était ami avec Jalil Mammadkulizade, Abdurrahim Bey Hagverdiyev, Huseyn Djavid, et Huseyn Arablinsky. 
Il meurt le 1er novembre 1965 à Bakou.

## Distinctions et récompenses
- Ordre de l'Insigne d'honneur (09.06.1959)